# Polinômios associados de Legendre
Os polinômios associados de Legendre são uma família de polinômios ortogonais que são soluções da equação diferencial de Legendre (que aparece no estudo do modelo quântico do átomo de hidrogênio):
{\displaystyle (1-x^{2})y''(x)-2xy'(x)+\left(l(l+1)-{\frac {m^{2}}{(1-x^{2})}}\right)y(x)\,=\,0}
Para {\displaystyle l,\,m\in \mathbb {Z} }, a solução da equação é da forma
{\displaystyle y(x)\,=\,P_{l}^{m}(x)}
Onde {\displaystyle P_{l}^{m}(x)} são os já mencionados polinômios associados de Legendre, dados pela fórmula de Olinde Rodrigues:
{\displaystyle P_{l}^{m}(x)\,=\,{\frac {(-1)^{m}}{l!\,2^{l}}}(1-x^{2})^{{m}/{2}}{\frac {{\text{d}}^{l+m}}{{\text{d}}x^{l+m}}}(x^{2}-1)^{l}}
para m positivo. Para m negativo,
{\displaystyle P_{l}^{-m}(x)\,=\,(-1)^{m}{\frac {(l-m)!}{(l+m)!}}P_{l}^{m}(x)}
Em geral, a resolução da equação de Laplace em coordenadas esféricas tem como solução esta equação, mas a equação de Laplace é escrita de forma diferente. Fazendo {\displaystyle x=\cos \theta }, teremos
{\displaystyle {\text{sen}}\theta {\frac {\text{d}}{{\text{d}}\theta }}\left({\text{sen}}\theta {\frac {\text{d}}{{\text{d}}\theta }}\Theta (\theta )\right)+\left[l(l+1){\text{sen}}^{2}\theta -m^{2}\right]\Theta (\theta )\,=\,0}

## Expressão explícita
Usando a função hipergeométrica, no plano complexo, {\displaystyle _{2}F(a,b;c;z)=\sum _{n=0}^{\infty }{\frac {(a)_{n}(b)_{n}z^{n}}{(c)_{n}n!}}}, onde {\displaystyle (a)_{n},(b)_{n}\,\,e\,\,(c)_{n}} são os símbolos de Pochhammer, em que {\displaystyle (x)_{n}={\dfrac {\Gamma (x+n)}{\Gamma (x)}}}, então podemos encontrar outra forma para {\displaystyle P_{l}^{m}(x)},
{\displaystyle P_{l}^{m}(x)}{\displaystyle ={\dfrac {(x^{2}-1)^{m/2}}{2^{l}l!}}{\Biggl [}\sum _{n=0}^{\infty }\sum _{k=0}^{m+l}{\dfrac {2^{2k-m-l}x^{2k-n}(x^{2}-1)^{l-k}\Gamma (m+l+1)\Gamma (l+1)}{\Gamma (1+2k-m-l)\Gamma (l-k+1)(m+l-k)!}}{\Biggl ]}}
{\displaystyle P_{l}^{m}(x)={\dfrac {(x^{2}-1)^{m/2}}{2^{l}}}{\Biggl [}\sum _{n=0}^{\infty }\sum _{k=0}^{m+l}{\dfrac {2^{2k-m-l}x^{2k-n}(x^{2}-1)^{l-k}(l+m)!}{(2k-m-l)!(l-k)!(m+l-k)!}}{\Biggl ]}}
Tal expressão é muito útil para um programa de computador que calcula o valor de um polinômio de Legendre em {\displaystyle x=x_{0}}.

## Função geratriz e ortogonalidade
Existe uma função com a seguinte propriedade: se ela é expandida em uma série de Taylor em torno de {\displaystyle x_{0}=0}, os coeficientes da expansão são os polinômios associados de Legendre:
{\displaystyle {\mathcal {G}}(x,\,t)\,=\,(-1)^{m}(1-x^{2})^{m/2}\left({\frac {t}{2}}\right)^{m}{\frac {(2m)!}{m!}}(1-2xt+t^{2})^{-(m+1/2)}}
Esse recurso é especialmente útil quando se quer fazer cálculos que envolvem a integração dos polinômios de Legendre. Em particular, para calcular a sua norma, como já mencionado, estes são polinômios ortogonais em relação a um produto interno definido por
{\displaystyle \langle \mathbf {u} |\mathbf {v} \rangle \,=\,\int _{-1}^{1}u(x)v(x)\,{\text{d}}x}
Logo, para os polinômios de Legendre teremos
{\displaystyle \langle P_{n}^{m}|P_{n}^{k}\rangle \,=\,N_{km}\delta _{km}}
Isto significa que os polinômios formam uma base para o espaço de Hilbert, e a expressão acima é chamada relação de ortogonalidade (lembre-se que consideramos o caso quando m e l são inteiros). O fato de eles formarem uma base num espaço de Hilbert é uma característica importante na mecânica quântica. O termo {\displaystyle N_{km}} que aparece na expressão acima é a norma dos polinômios associados de Legendre, que pode ser calculada igualando-se o produto interno de um polinômio por ele mesmo.